# Rhysodesmus tepanecus
Rhysodesmus tepanecus är en mångfotingart som först beskrevs av Henri Saussure 1859.  Rhysodesmus tepanecus ingår i släktet Rhysodesmus och familjen Xystodesmidae. Inga underarter finns listade i Catalogue of Life.